# Ana Gomes
Pour les articles homonymes, voir Gomes.
Ana Gomes, née le 9 février 1954 à Lisbonne, est une diplomate et femme politique portugaise, membre du Parti socialiste portugais.
Diplomate de carrière depuis 1980, Ana Gomes a exercé de nombreuses fonctions, y compris au sein de l'Organisation des Nations unies à Genève et à New York. Elle est ambassadrice du Portugal à Jakarta de 2000 à 2003.
Députée européenne de 2004 à 2019, elle est particulièrement active au Parlement européen sur les sujets diplomatiques, liés aux droits humains, à la sécurité et à la défense, au développement international et à l'égalité des sexes.
Soutenue par le Parti socialiste, elle se présente sans succès à l'élection présidentielle de 2021 face au président sortant, Marcelo Rebelo de Sousa.

## Biographie
Ana Maria Rosa Martins Gomes naît le 9 février 1954 à Lisbonne.
Étudiante en droit à l'Université de Lisbonne, elle obtient une licence en 1979 avant d'intégrer l'Institut national de l'administration où elle suit le cours de droit communautaire européen.
Ses études sont marquées par la révolution des Œillets, lors de laquelle elle milite au Parti communiste des travailleurs portugais, aux côtés notamment de José Manuel Barroso.
Veuve du diplomate António Franco (1944-2020), elle a une fille, Joana Gomes Cardoso, née de sa première union avec l'historien António Monteiro Cardoso (1950-2016).

### Carrière diplomatique
Admise en 1980 au concours du Ministère des Affaires étrangères portugais, elle commence sa carrière diplomatique comme conseillère du président de la République Ramalho Eanes de 1982 à 1986. Elle est notamment chargée de préparer l'entrée imminente du Portugal dans l'Union européenne.
Elle est ensuite secrétaire de la représentation permanente portugaise à l'Office des Nations Unies à Genève jusqu'en 1989, avant d'exercer les missions de conseillère dans les ambassades portugaises de Tokyo (de 1989 à 1991) et de Londres (de 1991 à 1994).
En 1994, elle est nommée directrice des services Europe du Ministère des Affaires étrangères. Cheffe de cabinet du Secrétaire d'État aux Affaires européennes Francisco Seixas da Costa de 1995 à 1996, elle devient coordinatrice de la délégation portugaise auprès du Conseil de sécurité des Nations unies en 1997.
Elle quitte son poste en 1998 pour diriger la section d'intérêts portugais à l'ambassade des Pays-Bas à Jakarta.
Sur proposition du Premier ministre António Guterres, le président Jorge Sampaio la nomme ambassadrice du Portugal en Indonésie le 12 juillet 2000. À ce titre, elle accompagne activement le processus d'indépendance du Timor oriental, annexé illégalement par l'Indonésie en 1975, ainsi que le rétablissement des relations diplomatiques entre l'Indonésie et le Portugal.
À la fin de sa mission au Timor oriental — l'indépendance du pays ayant été définitivement acquise en 2002, José Manuel Barroso, alors Premier ministre, lui propose de poursuivre sa mission d'ambassadrice dans une autre destination. Souhaitant dans un premier temps accompagner son mari, António Franco, dans sa mission diplomatique au Brésil, Ana Gomes refuse la proposition et met fin à sa carrière de diplomate. Elle est officiellement relevée de ses fonctions le 22 mars 2003.

### Parcours politique
À la suite de sa carrière diplomatique, elle s'engage dans la politique nationale portugaise. Membre du Parti socialiste portugais depuis le 18 mars 2002, elle devient Secrétaire nationale aux relations extérieures du Parti socialiste jusqu'en 2004.
Élue députée européenne en 2004, elle est réélue au Parlement européen en 2009 et 2014.
En 2009, elle présente sa candidature, sans succès, aux élections municipales de Sintra.

#### Députée européenne
Élue le 13 juin 2004 membre du Parlement européen, elle y prend ses fonctions le 20 juillet et siège dans le groupe du Parti socialiste européen.
Membre de la Commission des Affaires étrangères et de la Délégation pour les relations avec l'Irak, elle rédige de nombreux rapports sur les sujets diplomatiques.
Elle dirige et participe à plusieurs missions d'observation électorale du Parlement européen, notamment en Éthiopie en 2005, en République démocratique du Congo en 2006, au Timor oriental en 2007 et en Angola en 2008.
Dans le cadre de son mandat, elle effectue de nombreux déplacements notamment en Afghanistan, en Bosnie-Herzégovine, au Kosovo, en Israël et dans les territoires palestiniens, en Syrie, au Soudan, au Tchad.
En tant que membre de la Commission des libertés civiles, de la justice et des affaires intérieures du Parlement européen, elle enquête sur les « vols secrets » opérés par la CIA pour le transport clandestin de ses prisonniers, vols qui transitaient par plusieurs États européens et notamment par la base aérienne de Lajes aux Açores.
En 2010, elle prend position pour un fédéralisme européen en signant le manifeste du Groupe Spinelli.
De 2016 à 2017, juste après l'affaire des Panama Papers, elle est élue vice-présidente de la Commission d'enquête chargée d'examiner les allégations d'infraction et de mauvaise administration dans l'application du droit de l'Union en matière de blanchiment de capitaux, d'évasion fiscale et de fraude fiscale puis, de 2018 à 2019, de la Commission spéciale sur la criminalité financière, la fraude fiscale et l'évasion fiscale.
Elle soutient publiquement le lanceur d'alerte Rui Pinto, auteur des Football Leaks et des Luanda Leaks et lui rend visite en prison.

#### Candidate à l'élection présidentielle de 2021
Bien que le Parti socialiste portugais ait décidé de ne pas présenter de candidat face au président sortant Marcelo Rebelo de Sousa, Ana Gomes présente une candidature indépendante à la présidence de la République portugaise lors de l'élection présidentielle du 24 janvier 2021.
Critique du Premier ministre António Costa, sa candidature est soutenue par plusieurs leaders socialistes, dont le Ministre des Infrastructures Pedro Nuno Santos, l'ancien Ministre de la Culture Castro Mendes et Isabel Soares, fille de l'ancien Président de la République portugais Mário Soares. Sa candidature est également soutenue par les partis PAN et Livre.
Sa déclaration officielle de candidature a lieu le 10 décembre 2020 à Belém.
Dans cette déclaration, elle accuse le président Marcelo Rebelo de Sousa d'être « le plus grand déstabilisateur de la démocratie au Portugal » et dénonce son silence à la suite de la mort d'Ihor Homenyuk, citoyen ukrainien torturé par les services de l'immigration à l'aéroport de Lisbonne,. Cette affaire soulève la question des violences policières et des infiltrations de l'extrême-droite au sein des forces de l'ordre portugaises. Elle estime par ailleurs que le parti d'extrême-droite Chega « remet clairement en cause la Constitution » et n'aurait pas dû être légalisé.
Elle critique également le silence des autorités portugaises sur le fonctionnement de la zone franche de Madère, accusé par les autorités européennes de constituer un paradis fiscal,.
Elle annonce vouloir « une prospérité partagée, un emploi décent, un logement, la justice sociale, l'équité fiscale, un système judiciaire efficace, un équilibre écologique». Lors d'un débat à la faculté d'économie de l'Université de Coimbra le 11 décembre 2020, elle déclare vouloir aller plus loin dans la décentralisation du Portugal et appelle de ses vœux une « politique sérieuse de régionalisation », qualifiant les élections des Commissions de Coordination et du Développement Régional de « fausses élections ».
Elle obtient 13 % des suffrages exprimés, juste devant le candidat d'extrême droite André Ventura (12 %) et derrière le président sortant, Marcelo Rebelo de Sousa, qui est réélu dès le premier tour avec près de 61 % des voix.

### Controverses

#### Invitation d'Omar Barghouti au Parlement européen
Le 28 février 2018, alors députée européenne, Ana Gomes organise, avec le député européen chypriote Neoklis Sylikiotis, un colloque au Parlement européen intitulé « Les colonies israéliennes en Palestine et l'Union européenne », en présence notamment d'Omar Barghouti, cofondateur de la campagne « Boycott, désinvestissement et sanctions » qui vise Israël.
Ana Gomes reçoit des pressions internes pour faire annuler cette rencontre, parmi lesquelles celles du groupe S&D et du président du Parlement européen Antonio Tajani, ainsi que de nombreuses pressions d'organisations pro-israéliennes. Elle qualifie ces organisations de « lobby très pervers qui ment et emploie des techniques d'intimidation ». Ces mots font l'objet d'une condamnation de la part de Katharina von Schnurbein, coordinatrice de la Commission européenne pour la lutte contre l'antisémitisme, qui l'accuse d'antisémitisme.
Dans une lettre adressée à Jean-Claude Juncker datée du 7 mars 2018, Ana Gomes se défend de tout antisémitisme et demande une enquête sur ce qu'elle estime être une « campagne de diffamation » dirigée contre elle.

#### Vaccination contre la grippe
Le 1er décembre 2020, elle interpelle la Direction générale de la Santé en révélant sur Twitter avoir reçu le vaccin contre la grippe par l'intermédiaire d'une amie française, justifiant « [en avoir] marre d'attendre la disponibilité dans une pharmacie où [elle s'est] inscrite en septembre », tout en s'étant faite vacciner dans une pharmacie de Lisbonne.
Le journal Observador juge que cet acte va à l'encontre des règles édictées par Infarmed, l'autorité nationale du médicament portugaise. Ana Gomes conteste toute illégalité de cet acte et indique avoir voulu montrer son mécontentement concernant l'indisponibilité du vaccin pour les catégories de la population jugées « à risque », dont les 65 ans et plus dont elle fait partie.

## Distinctions

### Décorations portugaises
- Grand officier de l'ordre de l'Infant Dom Henri (1986) ;
- Commandeur de l'ordre du Mérite du Portugal (1993) ;
- Grand-croix de l'ordre du Christ (2000).

### Décorations étrangères
- Chevalier de l'ordre du Drapeau de la République de Hongrie (Hongrie, 1983) ;
- Commandeure de l'ordre du Phénix (Grèce, 1983) ;
- Chevalier de l'ordre du Mérite de la République italienne‎ (Italie, 1983) ;
- Officier de l'ordre de Mérite du grand-duché de Luxembourg (Luxembourg, 1985) ;
- Chevalier de l'ordre du Mérite congolais (Congo, 1985) ;
- Commandeur d'or de l'ordre du Mérite (Autriche, 1985) ;
- Commandeur de l'ordre de Léopold II (Belgique, 1985) ;
- Chevalier de l'ordre pro Merito Melitensi (Ordre souverain de Malte, 1985) ;
- Officier de l'ordre de Dannebrog (Danemark, 1985) ;
- Chevalier de l'ordre du Faucon (Islande, 1985) ;
- Membre de l'ordre royal de Victoria (Royaume-Uni, 1986) ;
- Chevalier de l'ordre du Mérite (Égypte, 1987) ;
- Insigne de l'ordre du Timor Oriental (Timor oriental, 2009).

### Prix et nominations
- Prix des droits de l'Homme « Ruth Pearce » de l'année 1989 attribué par les ONG des droits humains à Genève ;
- Nommée « Personnalité de l'année 1999 » par l'hebdomadaire portugais Expresso ;
- Nommée « Personnalité de l'année 1999 » par l'Association des correspondants étrangers de Lisbonne ;
- Prix des droits humains de l'Assemblée de la République portugaise de l'année 1999 ;
- Nommée « Activiste de l'année 2008 » par le magazine politique européen The Parliament Magazine ;
- Nommée membre d'honneur de Transparência e Integridade, branche portugaise de l'ONG Transparency International, en 2010[1].